# Uryu Ishida
Uryū Ishida (石田 雨竜, Ishida Uryū) is een personage uit de Japanse anime- en mangaserie Bleach. Hij is een klasgenoot van Ichigo Kurosaki. Uryū is een Quincy, een ras dat dankzij de Shinigami bijna is uitgestorven.

## Achtergrond
Uryū Ishida is een zwartharige bebrilde tiener. Hij is een goede student en wordt soms gezien als een geek. Hij heeft een ongewone interesse in naaien. Hij zit in een handvaardigheidsclub op school. Uryū is over het algemeen verlegen en stil, maar probeert cool te zijn als er vreemde mensen in de buurt zijn, zoals kleding dragen die hij leuk vindt.
Uryū leeft bij zijn moraal dat bekendstaat als Trots van de Quincy. Ook heeft hij een sterk rechtvaardigheidsgevoel. Hij komt op voor vrouwen die slecht worden behandeld door mannen. Uryū wil geen grof geweld gebruiken in een gevecht tenzij het niet anders kan.
Als kind bracht Uryū veel tijd door met zijn grootvader, Soken Ishida. Op een jonge leeftijd zag Uryū dat zijn grootvader werd aangevallen door een Hollow. Dit is een reden dat hij Shinigami haat, omdat Soken constant werd gemonitord werd maar de Shinigami te laat kwamen om hem te redden. Hij heeft voor een lange tijd gedacht dat de Shinigami gebruik hebben gemaakt van de omstandigheden om zo van Soken af te komen. Later werd bekend dat de captain van de 12e divisie, Mayuri Kurotsuchi, achter de vertraging van de Shinigami zat zodat de ziel van Soken ingenomen kon worden om te onderzoeken. Hoewel hij vrienden is geworden met een Shinigami (Ichigo Kurosaki), Uryū wil niet als vriend gezien worden en zegt Shinigami's nog steeds te haten en dus Ichigo's vijand is. Desondanks helpt Uryū Ichigo in ieder gevecht met als excuus dat Ichigo een hulp-Shinigami is.

## Verhaallijnen
Nadat Ichigo Kurosaki Shinigami-krachten heeft gekregen van Rukia Kuchiki, daagt Uryū hem uit om te bewijzen dat Quincy superieur zijn aan Shinigami. Dankzij een speciaal soort aas weet hij een zwerm Hollows aan te trekken in Karakura Town, zodat hij met Ichigo een wedstrijd kunnen houden wie de meeste Hollows kan verslaan. Het aas werkt te goed en trekt ook een Menos Grande aan. Uryū en Ichigo moeten samenwerken om hem te verslaan. Een paar dagen later nemen twee Shinigami Rukia Kuchiki gevangen. Uryū probeert ze te stoppen maar is makkelijk verslagen door de Shinigami Renji Abarai.
Om Rukia te redden traint Uryū zichzelf om zich beter te bewapenen voor de komende gevechten met Shinigami. Later sluit hij zich aan bij het team, bestaande uit Ichigo Kurosaki, Orihime Inoue, Yasutora Sado en Yoruichi Shihōin, dat naar Soul Society gaat om Rukia te redden. De groep raakt verspreid bij de landing en Uryū land samen met Orihime Inoue. Hoewel ze onopgemerkt door Soul Society lopen worden ze gevonden door de kapitein van de 12e divisie Mayuri Kurotsuchi. Uryu zend Orihime weg en gaat het gevecht aan met Mayuri. Verder in het gevecht doet Uryu zijn handschoen af wat zijn Quincy-krachten doet toenemen. Hiermee verslaat hij Mayuri. Niet lang daarna is een uitgeputte Uryu gevangengenomen door Kaname Tōsen. Daar ontmoet hij de rest van het team die ook gevangen zijn genomen. Ze worden bevrijd door Kenpachi Zaraki. Nadat Rukia gered is gaat het team weer terug naar de echte wereld.
Terug in Karakura Town, zoekt Uryū zijn vader, Ryuken Ishida op. Deze biedt hem aan zijn Quincy-krachten te herstellen op voorwaarde dat hij zich nooit meer inlaat met Shinigami. Uryū gaat hiermee akkoord en krijgt zijn krachten terug. Nadat hij ontdekt dat Orihime gevangen is genomen door de Arrancar gaat hij met Ichigo en Sado naar Hueco Mundo om haar te redden De groep gaat snel uit elkaar en Uryu vecht en wint van Cirucci Thunderwitch. Als hij zijn weg vervolgt ontmoet hij Renji Abarai en vechten ze samen tegen de 8e Espada Szayel Aporro Granz. Net op het moment dat ze bijna verslagen zijn arriveert Mayuri Kurotsuchi en red hen. Nadat de wonden geheeld zijn, zorgt Uryū ervoor dat Yammy Llargo zich niet in het gevecht van Ulquiorra Cifer en Ichigo mengt.

## Krachten
Bij zijn introductie gebruikte Uryū het meest normale wapen van de Quincy's: een handboog, Kojaku (弧雀) genaamd, met een basisvorm en luminescentie. Doordat hij gemaakt is van spirituele kracht, kan de grootte variëren naar het aantal spirituele kracht-deeltjes dat aanwezig is. Ook kan hij veel Quincy technieken gebruiken en voorwerpen die daar bij komen kijken.
Als voorbereiding voor zijn reis naar Soul Society, weet Uryū de sanrei-handschoen onder de knie te krijgen, wat zijn kracht doet toenemen. In deze vorm is Uryū's boog vast en heeft het een patroon. Deze boog laat het toe om meerdere pijlen tegelijk te af te vuren. Als hij de handschoen af doet verkrijgt hij De Laatste Quincy Vorm. Deze vorm geeft hem zoveel kracht dat hij met gemak een Shinigami-captain kan verslaan. De vorm gebruikte te veel kracht voor Uryu's lichaam, wat ervoor zorgde dat zijn lichaam zijn Quincy-krachten blokkeerden.
Nadat Uryu zijn krachten opnieuw verkrijgt dankzij de hulp van zijn vader, gebruikt hij een nieuwe Quincy-boog. Deze heet Ginrei Kojaku (銀嶺弧雀). Deze ziet eruit als een spinnenweb en kan 1200 pijlen tegelijk afvuren. Uryū heeft ook een paar Seele Schneider (魂を切り裂くもの（ゼーレシュナイダー) speciale pijlen die ook gebruikt kunnen worden als zwaard. Ze kunnen gebruikt worden om een pentagram te maken waarin de vijand in het midden staat. Als het Uryū's spirituele kracht krijgt explodeert het pentagram.